# Douriez
Douriez és un municipi francès situat al departament del Pas de Calais i a la regió dels Alts de França. L'any 2007 tenia 289 habitants.

## Demografia

### Població
El 2007 la població de fet de Douriez era de 289 persones. Hi havia 112 famílies de les quals 30 eren unipersonals (19 homes vivint sols i 11 dones vivint soles), 26 parelles sense fills, 45 parelles amb fills i 11 famílies monoparentals amb fills.
La població ha evolucionat segons el següent gràfic:
Habitants censats

### Habitatges
El 2007 hi havia 186 habitatges, 116 eren l'habitatge principal de la família, 48 eren segones residències i 21 estaven desocupats. 184 eren cases i 1 era un apartament. Dels 116 habitatges principals, 84 estaven ocupats pels seus propietaris, 30 estaven llogats i ocupats pels llogaters i 2 estaven cedits a títol gratuït; 1 tenia una cambra, 2 en tenien dues, 10 en tenien tres, 36 en tenien quatre i 68 en tenien cinc o més. 94 habitatges disposaven pel capbaix d'una plaça de pàrquing. A 65 habitatges hi havia un automòbil i a 46 n'hi havia dos o més.

### Piràmide de població
La piràmide de població per edats i sexe el 2009 era:
| Homes | Edats   | Dones |
| ----- | ------- | ----- |
| 0     | 95 o +  | 0     |
| 0     | 90 a 94 | 4     |
| 0     | 85 a 89 | 4     |
| 4     | 80 a 84 | 0     |
| 8     | 75 a 79 | 12    |
| 8     | 70 a 74 | 8     |
| 8     | 65 a 69 | 4     |
| 8     | 60 a 64 | 4     |
| 8     | 55 a 59 | 8     |
| 4     | 50 a 54 | 8     |
| 12    | 45 a 49 | 4     |
| 12    | 40 a 44 | 16    |
| 24    | 35 a 39 | 12    |
| 8     | 30 a 34 | 16    |
| 0     | 25 a 29 | 12    |
| 8     | 20 a 24 | 8     |
| 12    | 15 a 19 | 8     |
| 12    | 10 a 14 | 4     |
| 12    | 5 a 9   | 16    |
| 4     | 0 a 4   | 12    |

## Economia
El 2007 la població en edat de treballar era de 193 persones, 144 eren actives i 49 eren inactives. De les 144 persones actives 124 estaven ocupades (66 homes i 58 dones) i 19 estaven aturades (10 homes i 9 dones). De les 49 persones inactives 16 estaven jubilades, 13 estaven estudiant i 20 estaven classificades com a «altres inactius».

### Ingressos
El 2009 a Douriez hi havia 122 unitats fiscals que integraven 311 persones, la mediana anual d'ingressos fiscals per persona era de 15.480 €.

### Activitats econòmiques
Dels 10 establiments que hi havia el 2007, 1 era d'una empresa alimentària, 2 d'empreses de construcció, 2 d'empreses de comerç i reparació d'automòbils, 2 d'empreses de transport, 2 d'empreses d'hostatgeria i restauració i 1 d'una entitat de l'administració pública.
Dels 2 establiments de servei als particulars que hi havia el 2009, 1 era un taller de reparació d'automòbils i de material agrícola i 1 electricista.
L'únic establiment comercial que hi havia el 2009 era una fleca.
L'any 2000 a Douriez hi havia 5 explotacions agrícoles.

## Equipaments sanitaris i escolars
El 2009 hi havia una escola elemental integrada dins d'un grup escolar amb les comunes properes formant una escola dispersa.

## Poblacions més properes
El següent diagrama mostra les poblacions més properes.